# Borstfibbla
Borstfibbla (Crepis setosa) är en växtart i familjen korgblommiga växter. Den växer cirka 40 cm i diameter och blir cirka 60 cm hög. Bladverket är tätt sammansatt och går utåt ifrån mitten. Bladen är mycket lik maskrosblad dock flikarna är mer spetsiga. Stammarna är mycket håriga. Blomman blir cirka 2,5 cm i diameter. 